# Rhyparida
Rhyparida is een geslacht van kevers uit de familie bladkevers (Chrysomelidae).
De wetenschappelijke naam van het geslacht werd in 1861 gepubliceerd door Joseph Sugar Baly.

## Soorten
- Rhyparida ceramensis Medvedev, 2003
- Rhyparida diversicornis Medvedev, 1995
- Rhyparida katrinae Medvedev, 1995
- Rhyparida margrafi Medvedev, 1995
- Rhyparida sparsepunctata Medvedev, 2003
- Rhyparida thailandica Medvedev, 2001
- Rhyparida weiseana Medvedev, 1995